# Ганс Куммец
Ганс Ку́ммец (нім. Hans Kummetz; 29 квітня 1890, Іллово, Німецька імперія — 11 січня 1918, Конельяно, Королівство Італія) — німецький льотчик-ас, оберлейтенант Прусської армії.

## Біографія
Учасник Першої світової війни. З 18 листопада 1916 до 12 вересня 1917 року — командир 1-ї винищувальної ескадрильї, після чого направлений в 2-ге училище винищувальної авіації. 12 листопада 1917 року повернувся в ескадрилью, коли її вже перевели на Італійський фронт. Там Куммец був збитий і загинув 11 січня 1918 над Конельяно, в бою проти Sopwith Camel з 45-ї ескадрильї.

## Нагороди
- Залізний хрест 2-го і 1-го класу
- Нагрудний знак військового пілота (Пруссія)